# Exochus tutor
Exochus tutor là một loài tò vò trong họ Ichneumonidae.